# Knissen

Knissen auf einer geschichtlichen Karte des Kreises Liebenwerda (1910).

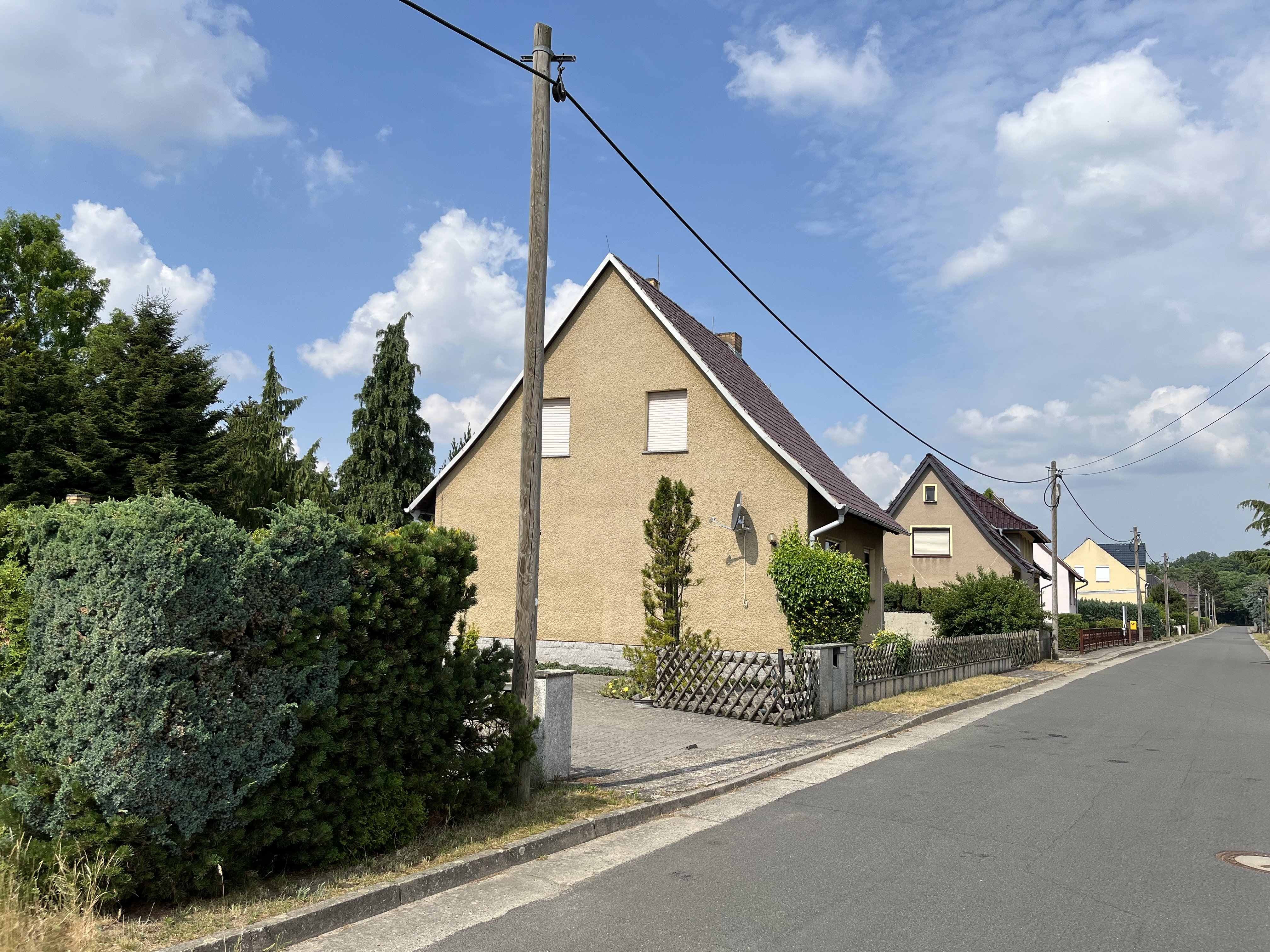
Ortsansicht

Knissen ist eine ehemalige Gemeinde, später Gemeindeteil und heute amtlich ausgewiesener Wohnplatz im Ortsteil Thalberg der Kurstadt Bad Liebenwerda im südbrandenburgischen Landkreis Elbe-Elster. Der Ort befindet sich an der Landesstraße 653.

## Geschichte

### Urkundliche Ersterwähnung und Ortsname

Die Kolonie Knissen und die etwas südlich gelegene Wüstung Knissen auf einer Skizze von Heinrich Nebelsieck (1909)

Die erste urkundliche Erwähnung von Knissen erfolgte im Jahre 1235 als Knüssyn. Markgraf Heinrich von Meißen belehnte in jenem Jahr den Zeidelmeister Ulrich von Rummelshain mit dem „Land an der Premnitz“, einem Gebiet, welches unter anderem die Dörfer Knissen und Thalberg sowie die Veste Harig an der Schwarzen Elster nahe Zeischa einschloss. 1243 wurde der Ort dann als daz dorff knuessyn bezeichnet und 1505 als Knossen. Der Ortsname ist slawischen Ursprungs. Die Deutung ist dabei eher unklar. Vermutlich wurde damit ein Ort am Sumpf oder eine Stelle mit fauligem Wasser bezeichnet.
Bis zur Reformation war der durch die Knissener Gemarkung führende Pilgerweg (Pilarum) von Bedeutung. Auf ihm zogen die Pilger aus dem Brandenburgischen durch die Liebenwerdaer Heide nach Liebenwerda zur Kapelle Zum heiligen Kreuz, die sich dort vor dem Großenhayner Tor befand und wo sich ein Marienbildnis befand, das zahlreiche Pilger anzog. Außerdem hatten die auf der Burg Liebenwerda ansässigen Herrscher, wie die Kurfürsten Rudolf III. und Friedrich der Sanftmütige Heiligtümer und Reliquien von ihren Wallfahrten den Kirchen der Stadt gespendet, was ebenfalls Wallfahrer bewog in die Stadt zu pilgern.
Knissen fiel später mit dem benachbarten Thalberg in den Machtkämpfen zwischen den Anhängern des Klosters Dobrilugk auf der einen und den Ileburgern mit ihren Anhängern auf anderen Seite zum Opfer. Bereits in den Jahren 1504 und 1585 wurde der Ort als wüst erwähnt. Der Standort der Wüstung wird in einem im Jahre 1909 in der Schwarzen Elster erschienenen Aufsatz von Heinrich Nebelsieck als gleich östlich von der südöstlichen Ecke des großen Teiches beschrieben.

### Wiederansiedlung in Knissen im 19. Jahrhundert

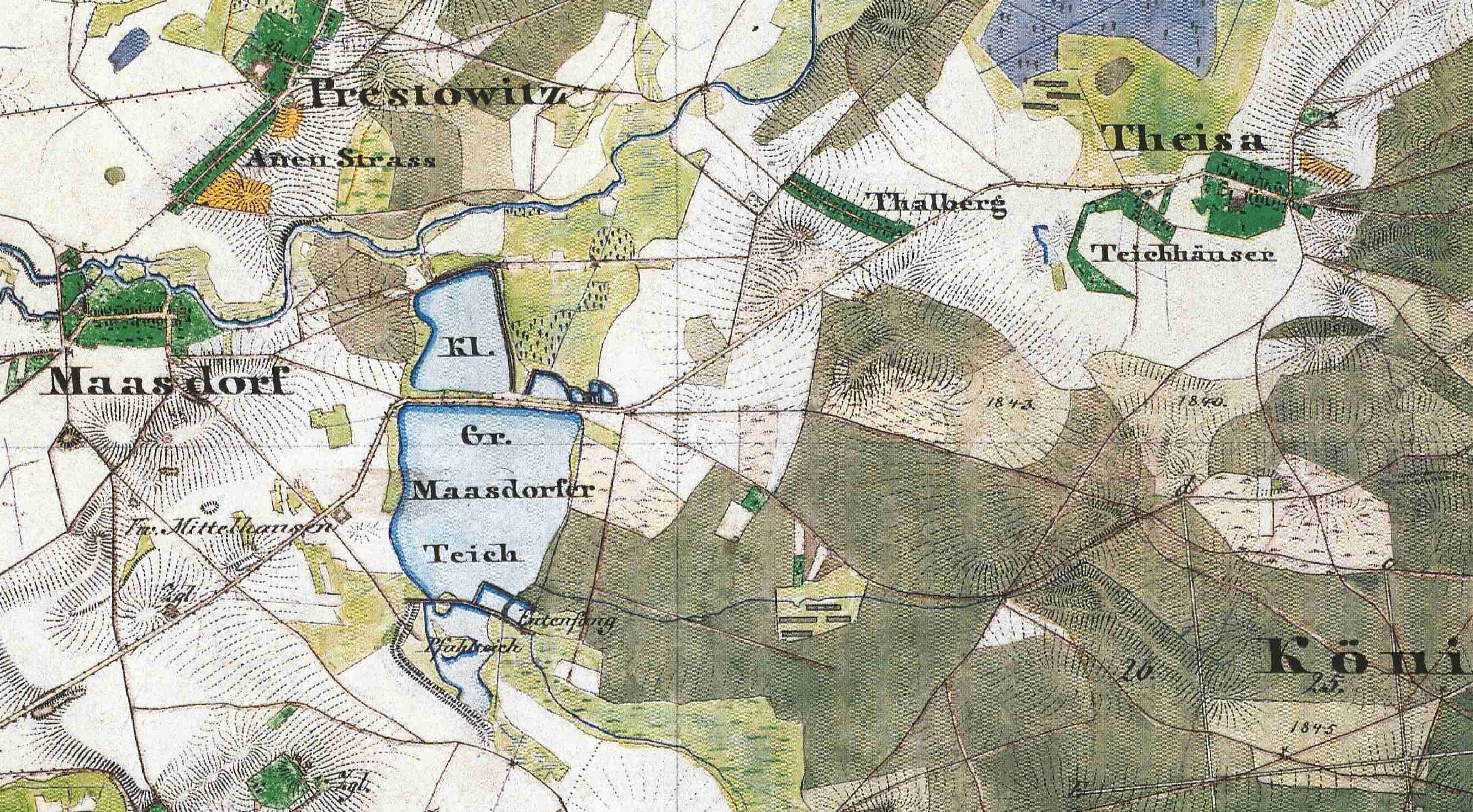
Urmesstischblatt von 1847

In Friedrich Gottlob Leonhardis Erdbeschreibung der churfürstlich- und herzoglich- sächsischen Lande aus dem Jahre 1803 und in Band 6 des im Jahre 1817 erschienenen Vollständigen Staats-, Post- und Zeitungs-Lexikons von Sachsen von August Schumann wird beschrieben, dass ein Teil der Wüsten Mark Knissen zum Amtsdorf Maasdorf gehörte. Und auch auf einem im Jahre 1847 erschienenen Urmesstischblatt und auf der Karte des Kreises Liebenwerda im Atlas der Provinz Sachsen des Flemming-Verlags (1848–1869) ist die Ortslage von Knissen dann bis auf einige Wohnplätze immer noch nicht verzeichnet. Allerdings entstand hier bald eine Kolonie, die sich von der heutigen Landesstraße abzweigend hauptsächlich entlang der Knissener Straße in südöstlicher Richtung zog. Dem Amtsblatt der Regierung zu Merseburg zufolge gehörte diese ab dem Jahre 1874 zum Amtsbezirk Maasdorf des Kreises Liebenwerda. Ab dem folgenden Jahr gehörte die Kolonie dann auch offiziell zur Gemeinde Maasdorf.
Im Jahre 1936 kam Knissen schließlich zu Thalberg, welches mit der Zuordnung von Knissen und seinen Feldfluren wieder eine Gemarkungsfläche bekam, die es zwischenzeitlich für einige hundert Jahre verloren hatte, da sie wie Knissen wüst gefallen war. Thalberg, wurde als Siedlung zwischen 1785 und 1802 wieder angelegt, gehörte zuvor zu Theisa und besaß bis auf 17,5 Morgen Dorflage keine eigene Flur mehr. Der Ort wurde dadurch wieder eine eigenständige Gemeinde.
Im Jahre 1993 wurde der gesamte Ort schließlich in die Stadt Bad Liebenwerda eingemeindet.